# Trinitatiskirche (Rath)

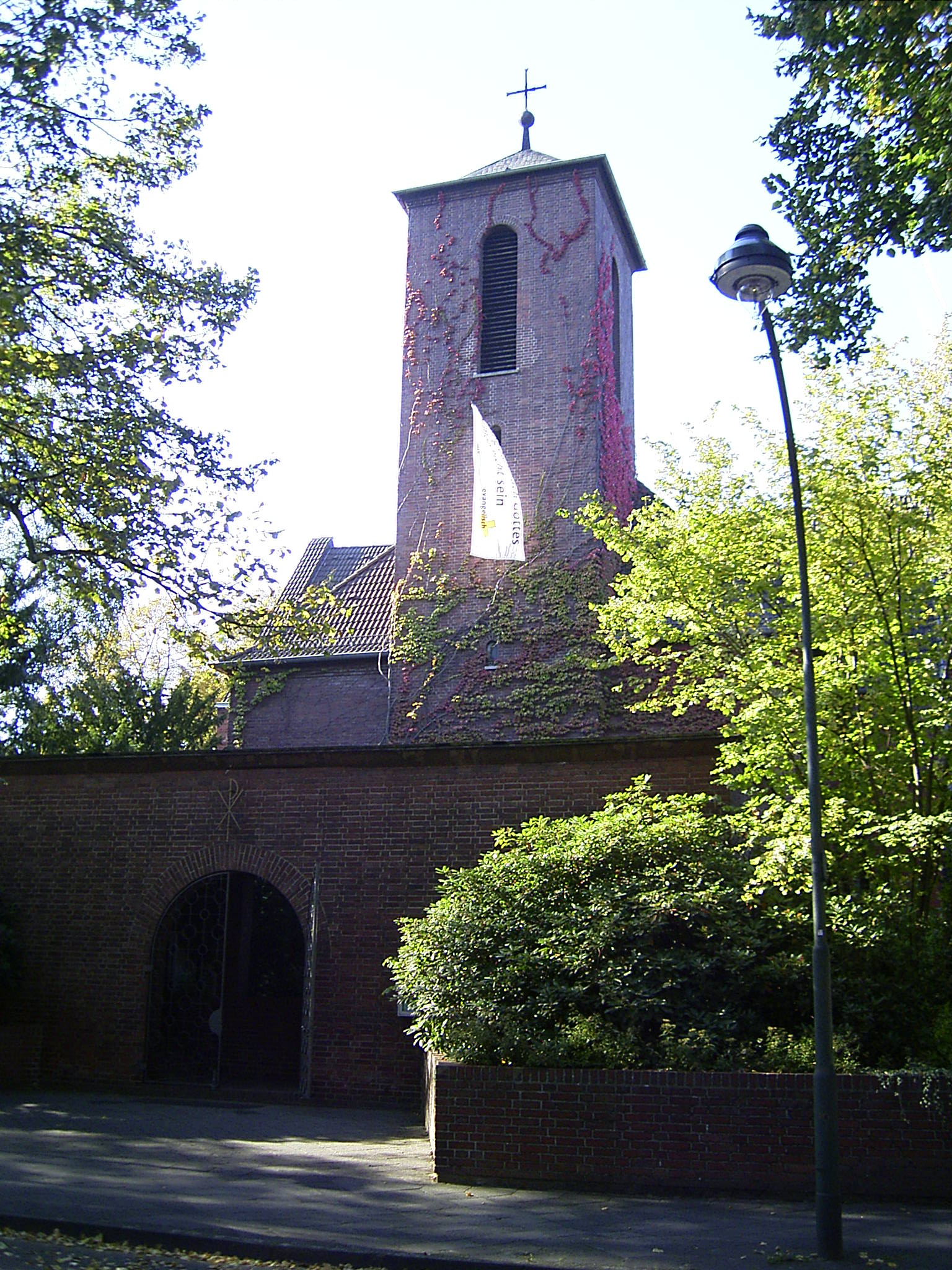
Trinitatiskirche

Die Trinitatiskirche ist eine evangelische Kirche im Düsseldorfer Stadtteil Rath. Sie gehört neben der Melanchthonkirche zur Evangelischen Oster-Kirchengemeinde im Kirchenkreis Düsseldorf der Evangelischen Kirche im Rheinland.
Die Trinitatiskirche wurde 1901 als erste evangelische Kirche in ihrem Gemeindegebiet errichtet. e, als Rath gerade durch die Industrialisierung, insbesondere die in Rath ansässigen Mannesmannröhren-Werke, sehr schnell wuchs. Sie befindet sich im damals gerade sich verdichtenden Bereich Oberrath. Die eigentliche Gemeindegründung erfolgte erst zwei Jahre nach dem Bau der Kirche.
Die Kirche wurde zunächst ohne den Turm erbaut. Der Turm wurde zusammen mit der Orgelempore erst 1937 erbaut.
Heute ist der Turm mit quadratischen Grundriss charakteristisch für die Trinitatiskirche. Den Taufstein und einen Brunnen für den Garten spendete eine adelige Familie.